# (8305) Teika
(8305) Teika (1995 DQ1) – planetoida z pasa głównego asteroid okrążająca Słońce w ciągu 3,75 lat w średniej odległości 2,4 au. Odkryta 22 lutego 1995 roku.